# Gift Orban
Gift Emmanuel Orban (17 juli 2002) is een Nigeriaanse voetballer die als spits speelt. Sinds 2024 staat hij onder contract bij het Franse Olympique Lyonnais.

## Carrière
Orban is geboren in Benue, Nigeria en ontwikkelde zich verder als voetballer bij FC Bison in Nigeria, tot Stabæk hem in 2022 voor zo'n € 100.000 naar Noorwegen haalde. Hij werd de topscorer in de Noorse tweede klasse van 2022 met 16 doelpunten. Door Stabæk te helpen promoveren, werd Orban ook uitgeroepen tot Jonge Speler van het Jaar in de Noorse tweede klasse.
In 2023 werd Gift Orban gekocht door KAA Gent na de transfer van Ibrahim Salah naar Stade Rennes. Er zou zo'n € 3.300.000 betaald zijn geweest voor Orban. In de eerste match van Orban voor zijn nieuwe werkgever tegen KVC Westerlo wist hij meteen tweemaal te scoren in een 3-3 gelijkspel. Op 12 maart 2023 scoort Orban 4 goals voor KAA Gent in 2-6-overwinning tegen Zulte Waregem. Daarmee is Orban de eerste speler van KAA Gent die deze eeuw 4 goals weet te scoren in 1 match. Met 7 goals in 5 matchen kent hij tevens de beste start in de Jupiler Pro League sinds Nenad Jestrovic in 2000. Drie dagen later op 15 maart 2023 scoort Orban ook meteen zijn eerste Europese hattrick in een 1-4-overwinning tegen het Turkse Istanbul Başakşehir. Hij had hiervoor exact 3 minuten en 24 seconden nodig, een record in het Europese voetbal en de snelste hattrick ooit geregistreerd in een Europese match. Hij werd hierdoor ook uitgeroepen als "Player of the Week" van de terugronde van de zestiende finale van de Conference League. Orban speelde uiteindelijk 52 wedstrijden voor KAA Gent. Hij maakte 32 doelpunten en gaf 2 assists.
Op 18 januari 2024 tekende Orban een contract tot 2028 bij de Franse eersteklasser Olympique Lyonnais. KAA Gent ontving een transfersom van 12 miljoen en mogelijk bonussen tot 8 miljoen euro. Bij een latere doorverkoop krijgt de Belgische club twintig procent van de transfersom. Op 7 februari maakte hij zijn eerste goal voor Lyon in de achtste finales van de Franse beker thuis tegen Lille OSC (2-1).

## Clubstatistieken
| Seizoen | Club               | Competitie         | Competitie | Competitie | Competitie | Beker | Beker | Beker | Internationaal | Internationaal | Internationaal | Totaal | Totaal | Totaal |
| Seizoen | Club               | Competitie         | Wed.       | Dlp.       | Ass.       | Wed.  | Dlp.  | Ass.  | Wed.           | Dlp.           | Ass.           | Wed.   | Dlp.   | Ass.   |
| ------- | ------------------ | ------------------ | ---------- | ---------- | ---------- | ----- | ----- | ----- | -------------- | -------------- | -------------- | ------ | ------ | ------ |
| 2022    | Stabæk Fotball     | OBOS-Ligaen        | 22         | 16         | 7          | 2     | 3     | 0     | —              | —              | —              | 24     | 19     | 7      |
| 2022/23 | KAA Gent           | Jupiler Pro League | 16         | 15         | 2          | —     | —     | —     | 6              | 5              | 0              | 22     | 20     | 2      |
| 2023/24 | KAA Gent           | Jupiler Pro League | 17         | 3          | 0          | 3     | 0     | 0     | 10             | 9              | 0              | 35     | 13     | 2      |
| 2023/24 | Olympique Lyonnais | Ligue 1            | 8          | 0          | 0          | 2     | 1     | 0     | 0              | 0              | 0              | 10     | 1      | 0      |
| TOTAAL  | TOTAAL             | TOTAAL             | 62         | 34         | 9          | 7     | 4     | 0     | 16             | 14             | 0              | 83     | 53     | 11     |

## Behaalde titels
- Topscorer Noorse Tweede Klasse : 2022[10]
- Jonge Speler van het Jaar in de Noorse Tweede Klasse: 2022[1]